# Ньокки

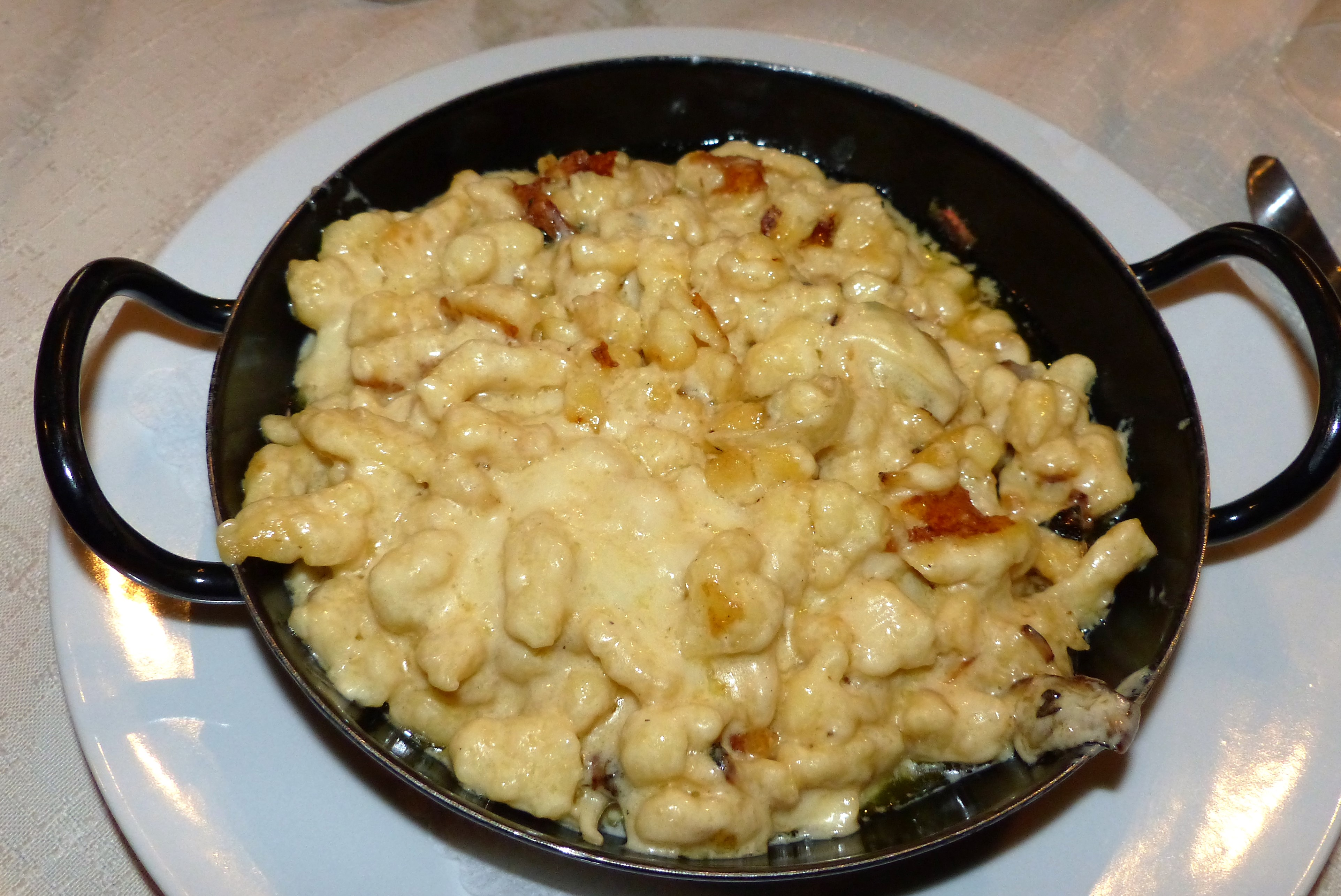
Нокерли с сыром в венском ресторане

Ньо́кки, также но́кли, но́ки, но́керли (итал. gnocchi, нем. Nocken, Nockerln) — блюдо альпийской кухни, преимущественно итальянское, но также южнонемецкое и австрийское. Представляет собой небольшого размера клёцки, обычно овальной или яйцеобразной формы, из теста на пшеничной муке с яйцом. Существуют также рецепты на манной крупе и отварном картофеле, с добавлением других ингредиентов — тыквы, шпината и рикотты.
Ньокки обычно подают в качестве первого блюда в сочетании с сыром, томатным соусом, песто или растопленным сливочным маслом. В супермаркетах и специализированных магазинах широко распространены замороженные, сушёные и свежие (в герметичных упаковках) ньокки. Однако в итальянских и италоамериканских домохозяйствах отдается предпочтение домашним ньокки.

## Происхождение
Слово «ньокки» предположительно происходит от итальянского слова «nocchio», то есть деревянный сук, или «nocca» — кулак. Ньокки получили широкое распространение во время экспансии Римской империи в страны европейского континента. За последние 200 лет появились те или иные разновидности клёцек. Принято считать, что их общим прототипом являются ньокки. В Римской империи ньокки изготавливались из смеси яиц и похожего на манную кашу теста. Сегодня аналогичные ньокки (но без добавления яиц) можно встретить на Сардинии.
Добавление картофеля можно назвать относительно недавним новшеством, так как он был ввезен в Европу лишь в XVI веке. Картофельные ньокки известны примерно с 1860 года и особенно популярны в Абруццо, Чочарии и других провинциях Лацио. В их приготовлении часто отдается предпочтение красному картофелю.

## Региональные различия
Одна из разновидностей — ньокки из хлеба (итал. gnocchi di pane). Изготавливаются из хлебных крошек и пользуются популярностью во Фриули и Трентино — Альто-Адидже. В последнем из названных регионов также широко распространены ньокки из шпината.

## В Хорватии
Ньокки очень популярны в Хорватии, где их подают в качестве первого блюда или гарнира к Dalmatinska pašticada (тушёная говядина, приготовленная в специальном соусе).

## Во Франции
Во Франции известно блюдо под названием «gnocchis à la parisienne», которое готовят из заварного теста и подают с соусом бешамель.

## В Аргентине, Бразилии и Уругвае
Из-за значительного числа прибывших в эти страны итальянских эмигрантов ньокки — ñoqui, как их называют на испанском языке, или nhoque — на португальском — получили широкое распространение. Популярность этого блюда способствовала появлению традиции есть ньокки 29 числа каждого месяца. В этот день некоторые люди кладут деньги под тарелку с ньокки: согласно поверью это привлекает процветание.

## В Австрии
Айернокерль — популярное австрийское блюдо венской кухни. Клёцки разогревают на сковороде и заливают взбитыми яйцами.